# James H. Leuba
James Henry Leuba (geb. 9. April 1868 in Môtiers, Neuchâtel, Schweiz; gest. 8. Dezember 1946 in Winter Park, Florida, USA) war ein US-amerikanischer Psychologe. Er war einer der Pioniere der modernen Religionspsychologie.
Leuba studierte zunächst in seiner Heimatstadt, dann in Leipzig, Halle, Heidelberg und Paris. Er war Professor für Psychologie am Bryn Mawr College, Pennsylvania. Leuba ist als Verfasser einer Psychologie der religiösen Mystik hervorgetreten.

## Publikationen
- Leuba, J. H. (1897): The psycho-physiology of the moral imperative. Am. J. Psychol. 8, 528–559.
- Leuba, J. H. (1909). The Psychological Origin and the Nature of Religion. Digitalisat
- Leuba, J. H. (1912). The Psychological Study of Religion: Its Origin, Function, and Future. New York: Macmillan.
- Leuba, J. H. (1916). The Belief in God and Immortality. Boston: Sherman, French.
- Leuba, J. H. (1925). The Psychology of Religious Mysticism. New York: Harcourt, Brace. (1925 UK edition. London: Kegan Paul, Trench & Trubner, International Library of Psychology, Philosophy and Scientific Method). (dt. Die Psychologie der religiösen Mystik. übers. von Erica Pfohl. München: J. F. Bergmann, 1927 Teilansicht)
- Leuba, J. H. (1933). God or Man? A Study of the Value of God to Man. New York: Henry Holt and Company (1934 UK edition. London: Kegan Paul, Trench & Trubner).